# Loretta McNeil
Loretta McNeil (New York, 10 gennaio 1907 – San Mateo, 24 febbraio 1988) è stata una velocista statunitense, vincitrice della medaglia d'argento nella staffetta 4×100 metri ai Giochi olimpici di Amsterdam nel 1928.

## Biografia
Nei giochi olimpici olandesi del 1928 nella Staffetta 4×100 metri vinse l'argento. con Jessica Cross, Mary Washburn e Betty Robinson

## Palmarès
| Anno | Manifestazione  | Sede      | Evento      | Risultato | Prestazione | Note |
| ---- | --------------- | --------- | ----------- | --------- | ----------- | ---- |
| 1928 | Giochi olimpici | Amsterdam | 4×100 metri | Argento   | 48"8        |      |